# Renée van Laarhoven
Renée van Laarhoven (Nimega, 15 de octubre de 1997) es una jugadora neerlandesa de hockey sobre césped.

## Trayectoria
van Laarhoven debutó en unos Juegos Olímpicos, en la edición de París 2024. En la cita olímpica venció a China en la final y consiguió la medalla de oro.